# Final de la Recopa d'Europa de futbol de 1997
La final de la Recopa de la UEFA de 1997 va ser un partit de futbol disputat entre el FC Barcelona i el Paris Saint-Germain, campions de les respectives copes estatals, per determinar el guanyador de la Recopa d'Europa de 1996-97 i la 37a final de la Recopa. Es va celebrar a De Kuip, a Rotterdam, el 14 de maig de 1997. El Barça va guanyar el partit per 1-0 gràcies a un penal transformat per Ronaldo. La final va veure l'última instància del "malefici" de la Recopa, ja que cap club havia aconseguit retenir la copa en temporades successives, i el Paris Saint-Germain no va poder defensar el trofeu que havia guanyat el 1996. Pel Barça, va ser el quart títol de la Recopa, un rècord de la competició.

## Ruta cap a la final
| FC Barcelona             | FC Barcelona | FC Barcelona | FC Barcelona | Ronda           | Paris Saint-Germain | Paris Saint-Germain | Paris Saint-Germain | Paris Saint-Germain |
| ------------------------ | ------------ | ------------ | ------------ | --------------- | ------------------- | ------------------- | ------------------- | ------------------- |
| Oponent                  | Agr.         | Anada        | Tornada      | Eliminatòries   | Oponent             | Agg.                | Anada               | Tornada             |
| AEK Làrnaca              | 2–0          | 2–0 (H)      | 0–0 (A)      | Primera ronda   | FC Vaduz            | 7–0                 | 4–0 (A)             | 3–0 (H)             |
| Estrella Roja de Belgrad | 4–2          | 3–1 (H)      | 1–1 (A)      | Segona ronda    | Galatasaray         | 6–4                 | 2–4 (A)             | 4–0 (H)             |
| AIK Fotboll              | 4–2          | 3–1 (H)      | 1–1 (A)      | Quarts de final | AEK Atenes FC       | 3–0                 | 0–0 (H)             | 3–0 (A)             |
| ACF Fiorentina           | 3–1          | 1–1 (H)      | 2–0 (A)      | Semifinals      | Liverpool FC        | 3–2                 | 3–0 (H)             | 0–2 (A)             |

## Partit

### Detalls
| FC Barcelona       | 1–0     | Paris Saint-Germain FC |
| ------------------ | ------- | ---------------------- |
| Ronaldo 37' (pen.) | Informe |                        |

| Barcelona | Paris Saint-Germain |

| GK           | 1  | Vítor Baía         |     |     |  |
| RB           | 2  | Albert Ferrer      |     |     |  |
| CB           | 3  | Abelardo           |     |     |  |
| CB           | 26 | Fernando Couto     | 16' |     |  |
| LB           | 12 | Sergi Barjuán      |     |     |  |
| CM           | 5  | Gheorghe Popescu   | (c) | 46' |  |
| CM           | 4  | Pep Guardiola      |     |     |  |
| RW           | 7  | Luís Figo          |     |     |  |
| AM           | 23 | Iván de la Peña    | 83' | 85' |  |
| LW           | 21 | Luis Enrique       |     | 89' |  |
| CF           | 9  | Ronaldo            |     |     |  |
| Suplents:    |    |                    |     |     |  |
| GK           | 13 | Carles Busquets    |     |     |  |
| FW           | 8  | Hristo Stoítxkov   |     | 85' |  |
| FW           | 10 | Giovanni           |     |     |  |
| MF           | 18 | Guillermo Amor     |     | 46' |  |
| FW           | 19 | Juan Antonio Pizzi |     | 89' |  |
| Entrenador:  |    |                    |     |     |  |
| Bobby Robson |    |                    |     |     |  |

| GK            | 1  | Bernard Lama      |     |     |
| RB            | 13 | Laurent Fournier  | 1'  | 58' |
| CB            | 4  | Bruno Ngotty      |     |     |
| CB            | 6  | Paul Le Guen      | 51' |     |
| LB            | 22 | Didier Domi       |     |     |
| CM            | 19 | Jérôme Leroy      |     |     |
| CM            | 8  | Vincent Guérin    |     | 68' |
| CM            | 15 | Benoît Cauet      | 82' |     |
| AM            | 10 | Raí (c)           |     |     |
| CF            | 11 | Patrice Loko      |     | 78' |
| CF            | 7  | Leonardo          |     |     |
| Suplents:     |    |                   |     |     |
| GK            | 16 | Vincent Fernandez |     |     |
| DF            | 2  | Daniel Kenedy     |     |     |
| FW            | 9  | Julio Dely Valdés |     | 68' |
| DF            | 17 | Jimmy Algerino    |     | 58' |
| FW            | 26 | Cyrille Pouget    |     | 78' |
| Entrenador:   |    |                   |     |     |
| Ricardo Gomes |    |                   |     |     |

| Àrbitres assistents: Erich Schneider (Alemanya) Hans-Georg Füllbrunn (Alemanya) Quart àrbitre: Hans-Jürgen Weber (Alemanya) | Regles del partit - 90 minuts. - 30 minuts de pròrroga del gol d'or si cal. - Tanda de penals si el marcador continua empatat. - Cinc suplents designats. - Màxim de tres substitucions. |

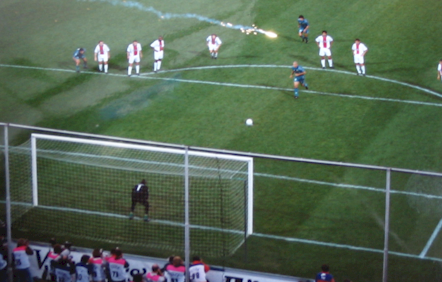
Ronaldo marcant l'únic gol del partit